# حشره‌خوار دندان‌قهوه‌ای کوتوله
 حشره‌خوار دندان‌قهوه‌ای کوتوله (نام علمی: Chodsigoa parva) نام یک گونه از زیرخانواده حشره‌خوارهای دندان‌سرخ است.